# Jungermannia japonica
Jungermannia japonica là một loài Rêu trong họ Jungermanniaceae. Loài này được Amak. mô tả khoa học đầu tiên năm 1960.